# Jastrzębska Spółka Kolejowa
Společnost Jastrzębska Spółka Kolejowa sp. z o.o. (JSK) je polským majitelem železniční infrastruktury a provozovatelem dráhy na ní. Sídlem společnosti je Jastrzębie-Zdrój.

## Historie
Společnost vznikla 1. dubna 1998 vyčleněním železničního majetku z uhelné společnosti Jastrzębska Spółka Węglowa (JSW). Tato uhelná společnost je držitelem 100 % akcií JSK. Nově vytvořená společnost tak převzala všechny aktivity spojené se správou železniční infrastruktury patřící původně JSW, její údržbou a provozování dráhy na ní.

## Infrastruktura
Společnost vlastní více než 145 km kolejí ve stanicích i v traťových kolejí. Do majetku společnosti náleží stanice Borynia (u dolu Borynia), Pniówek (u dolu Pniówek), Zofiówka (u dolu Zofiówka), Krupiński (u dolu Krupiński) a Pawłowice Górnicze.